# Вільям Гілсон Фарлоу
Вільям Гілсон Фарлоу (англ. William Gilson Farlow 17 грудня 1844 — 3 червня 1919) — американський ботанік.

## Біографія
Фарлоу народився 17 грудня 1844 року в Бостоні та здобув освіту у Гарвардському університеті (бакалавр медицини, 1866; доктор медицини, 1870). Після кількох років навчання в Європі в 1874 році став ад'юнкт-професором ботаніки та в 1879 році професором криптогамної ботаніки.
Фарлоу листувався з Керолайн Бінгем та Якобом Агардом щодо ідентифікації та класифікації видів водоростей, раніше невідомих науці.
У 1874 році Фарлоу був обраний до Американської академії мистецтв і наук. У 1899 році він був президентом Американського товариства натуралістів; у 1904 році президентом Національної академії наук; у 1905 році президентом Американської асоціації сприяння розвитку науки та членом Американського філософського товариства; а у 1911 році президентом Ботанічного товариства Америки.
Він отримав почесні ступені Гарвардського університету, Університету Глазго (ступінь доктора права у 1901 році) та Університету Вісконсину в Медісоні.
Фарлоу вважали «батьком» криптогамної ботаніки у Сполучених Штатах Америки. Серед його учнів був альголог Вільям Альберт Сетчелл.

## Окремі публікації
- The Gymnosporangia or Cedar-Apples of the United States (1880)
- Marine Algœ of New England (1881)
- A Provisional Host-Index of the Fungi of the United States (1888)
- Biographical Index of North American Fungi (1905)
- Серія Algae exsiccatae Americae Borealis (1877-1889), у співавторстві із Даніел Кейді Ітоном та Чарлзом Андерсоном[en][13].

## Роди грибів, названі на честь Вільяма Фарлоу
- Farlowia Sacc. 1883, nom. illeg.
- Farlowiella Sacc. 1891